# Júnior Tavares
Carlos Eugenio Júnior Tavares dos Santos (Porto Alegre, Río Grande del Sur, Brasil; 7 de agosto de 1996), más conocido como Júnior Tavares, es un futbolista brasileño. Juega de defensa en el Omonia Aradippou de la Primera División de Chipre.

## Carrera
El 16 de julio de 2018 firmó por la Sampdoria de la Serie A como préstamo desde São Paulo el 30 de junio de 2019.

## Estadísticas
Actualizado al último partido disputado el 19 de mayo de 2019.
| Grêmio · Brasil                                                                                | 1.ª           | 2014          | 0  | 0 | 0  | 0 | -    | - | 0     | 0 | 0  | 0 |
| Grêmio · Brasil                                                                                | 1.ª           | 2015          | 2  | 0 | 1  | 0 | -    | - | 8(1)  | 0 | 11 | 0 |
| Grêmio · Brasil                                                                                | 1.ª           | 2016          | 0  | 0 | 0  | 0 | -    | - | 0     | 0 | 0  | 0 |
| Grêmio · Brasil                                                                                | Total club    | Total club    | 2  | 0 | 1  | 0 | -    | - | 8     | 0 | 11 | 0 |
| Joinville (préstamo) · Brasil                                                                  | 2.ª           | 2016          | 7  | 0 | 1  | 0 | -    | - | -     | - | 8  | 0 |
| Joinville (préstamo) · Brasil                                                                  | Total club    | Total club    | 7  | 0 | 1  | 0 | -    | - | -     | - | 8  | 0 |
| São Paulo · Brasil                                                                             | 1.ª           | 2016          | 0  | 0 | 7  | 0 | 0    | 0 | 0     | 0 | 7  | 0 |
| São Paulo · Brasil                                                                             | 1.ª           | 2017          | 23 | 0 | 6  | 0 | 2(2) | 0 | 14(3) | 0 | 45 | 0 |
| São Paulo · Brasil                                                                             | 1.ª           | 2018          | 1  | 0 | 1  | 0 | 0    | 0 | 3     | 0 | 5  | 0 |
| São Paulo · Brasil                                                                             | Total club    | Total club    | 24 | 0 | 14 | 0 | 2    | 0 | 17    | 0 | 57 | 0 |
| Sampdoria (préstamo) · Italia                                                                  | 1.ª           | 2018-19       | 3  | 0 | 0  | 0 | 0    | 0 | 0     | 0 | 3  | 0 |
| Sampdoria (préstamo) · Italia                                                                  | Total club    | Total club    | 3  | 0 | 0  | 0 | 0    | 0 | 0     | 0 | 3  | 0 |
| Total carrera                                                                                  | Total carrera | Total carrera | 36 | 0 | 16 | 0 | 2    | 0 | 25    | 0 | 79 | 0 |
| (1) Incluye Campeonato Gaúcho. (2) Incluye Copa Sudamericana. (3) Incluye Campeonato Paulista. |               |               |    |   |    |   |      |   |       |   |    |   |